# Degol Mendes
Degol Mendes ( Blequisse, 10 de março de 1972) é um economista e político da Guiné Bissau.

## Biografia
É licenciado em Economia pela Faculdade de Economia da Universidade de Coimbra. Mestrou-se em Economia na especialidade da Economia Financeira em 2001. Foi consultor no Departamento de Políticas Macroeconómicas e de Investigação Económica da Comissão da CEDEAO desde Janeiro de 2011. Foi nomeado para o cargo do Secretário de Estado do Plano e da Integração regional, em 2014 e novamente em 2015.Foi  Diretor- Geral de Administração da Justiça. 